# Gran-Gletscher
Der Gran-Gletscher ist ein Gletscher im ostantarktischen Viktorialand. Er fließt von der gemeinsamen Wasserscheide mit dem nach Nordosten gerichteten Benson-Gletscher in südlicher Richtung zum Mackay-Gletscher, den er zwischen Mount Gran und Mount Woolnough erreicht.
Die neuseeländische Nordgruppe der Commonwealth Trans-Antarctic Expedition (1955–1958), die das Gebiet des Gletschers im November 1957 besuchte, benannte ihn in Anlehnung an die Benennung des Mount Gran nach Tryggve Gran (1888–1980), norwegischer Teilnehmer der britischen Terra-Nova-Expedition (1910–1913).